# La Ferrière-sur-Risle
La Ferrière-sur-Risle település Franciaországban, Eure megyében. Lakosainak száma 201 fő (2022. január 1.). La Ferrière-sur-Risle Le Fidelaire, La Houssaye, La Vieille-Lyre és Mesnil-en-Ouche községekkel határos.

## Népesség
A település népességének változása:
| Lakosok száma | 385  | 309  | 241  | 274  | 236  | 227  | 221  | 221  | 222  | 201  |
|               | 1968 | 1982 | 1990 | 2006 | 2013 | 2015 | 2017 | 2019 | 2020 | 2022 |